# Charles Guillemeau
Charles Guillemeau (* 1588 in Paris; † 21. November 1656 ebenda) war ein französischer Chirurg.

## Leben
Charles Guillemeau war ein Sohn des Chirurgen Jacques Guillemeau. Er schlug ebenfalls eine ärztliche Laufbahn als Chirurg ein und war Erster Wundarzt des Königs Ludwig XIII. Er stand jedoch als Chirurg Ambroise Paré und seinem Vater sehr nach, gab deshalb die chirurgische Karriere auf und ließ sich 1626 unter die Pariser Ärzte aufnehmen. Bereits 1634 wurde er Dekan der Pariser Fakultät.
Guillemeau verfasste die beiden anatomischen Schriften Histoire des tous les muscles du corps humain ... (Paris 1612; gedruckt unter den Werken seines Vaters) und Ostomyologie, ou Discours des os et des muscles du corps humain (Paris 1618). Ferner schrieb er auch Aphorismes de Chirurgie (Paris 1622). Bekannter ist er aber durch seine Vertretung der Pariser medizinischen Fakultät geworden. Es war nämlich damals ein erbitterter Kampf darüber ausgebrochen, ob die medizinische Fakultät von Paris oder jene von Montpellier die erste Stelle einnehme, der schließlich mit der Verurteilung Montpelliers durch das Parlament endete. Guillemeau, ein gewandter Vertreter der Pariser Fakultät, trat 1654 und 1655 mit mehreren polemischen Flugschriften an die Adresse von Jean Courtaut, den Vertreter der gegnerischen Fakultät hervor, die in geistreicher Weise mit gemeinen Injurien erfüllt waren, etwa im Geist des Malade imaginaire von Molière.